# Сельское поселение Звезда
Сельское поселение Звезда — муниципальное образование в Безенчукском районе Самарской области.
Административный центр — железнодорожная станция Звезда.

## Административное устройство
В состав сельского поселения Звезда входят:
- посёлок Звезда,
- село Покровка,
- деревня Сретенка.